# Rudolf Dührkoop

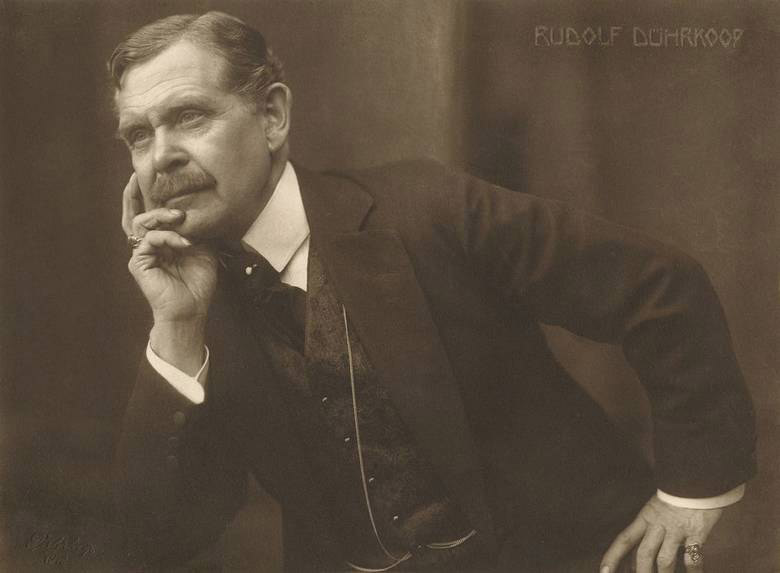
Rudolf Dührkoop, Selbstporträt (1912)

Rudolf Dührkoop (* 1. August 1848 in Hamburg; † 3. April 1918 ebenda) war ein deutscher Porträtfotograf. Zunächst Autodidakt, arbeitete Dührkoop seit 1883 als Berufsfotograf und wurde schließlich zu einem der führenden Vertreter des Piktorialismus.

## Leben
Im Jahre 1848 kam Rudolf Johannes Dührkoop als Sohn des Zimmermanns Christian Friederich Dührkoop und Johanna Friederica Emile, zur Welt. Als 1870 der Deutsch-Französische Krieg ausbrach, trat Dührkoop freiwillig dem Infanterie-Regiment Nr. 76 bei und kam nach der Kapitulation als einfacher Soldat nach Paris. Zwei Jahre später kehrte er ins Zivilleben zurück und heiratete Maria Louise Caroline Matzen. 1872 kam die gemeinsame Tochter Hanna Maria Theresia zur Welt. Ein Jahr später wurde die zweite Tochter, Julie Wilhelmine, geboren. Dührkoop war zunächst als Mitarbeiter bei der Eisenbahn und dann als Kaufmann tätig. Während dieser Zeit begann er, sich für Fotografie zu interessieren. Dührkoop eignete sich das nötige Wissen über die Jahre hinweg an und machte sich mit den fotografischen Prozessen und der Optik vertraut.

## Berufsfotograf

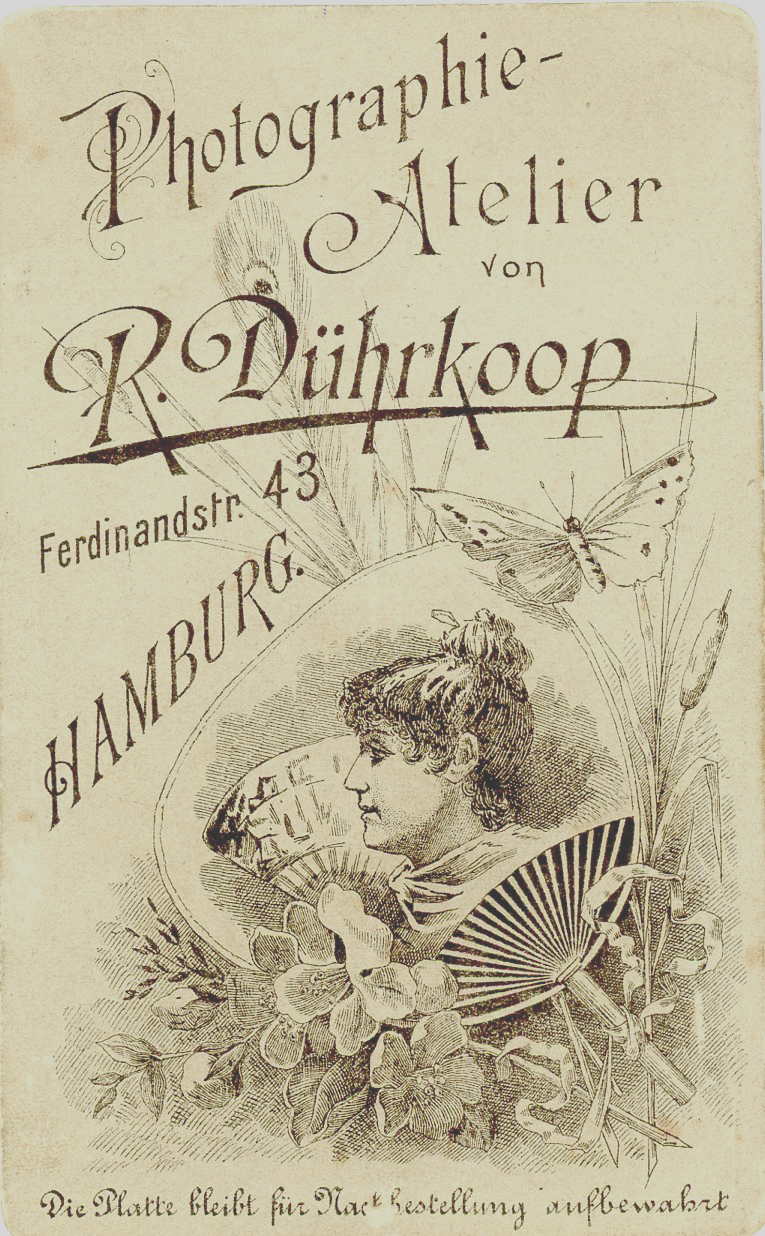
Revers einer CdV um 1900

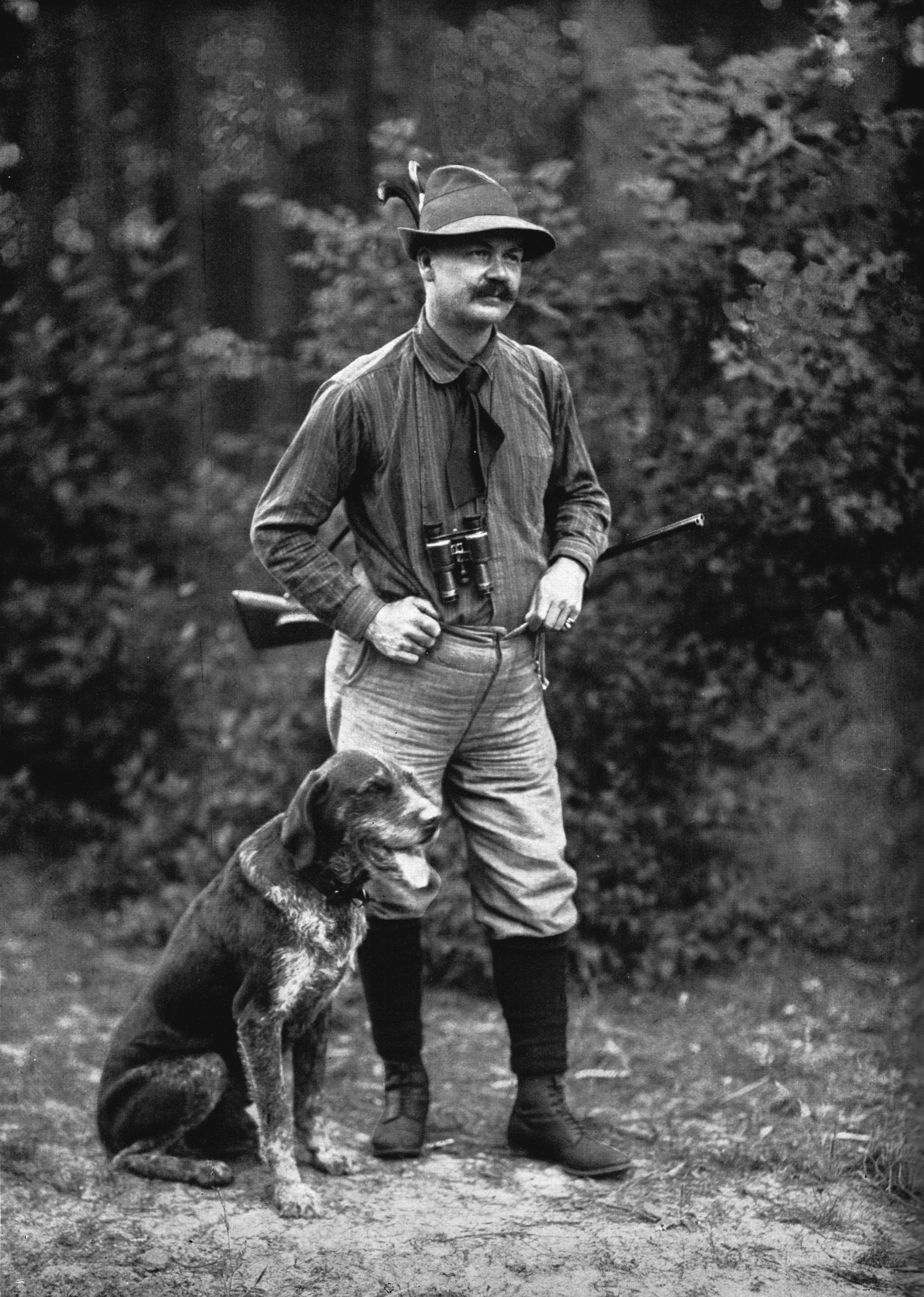
Richard Skowronnek als Jäger, 1912

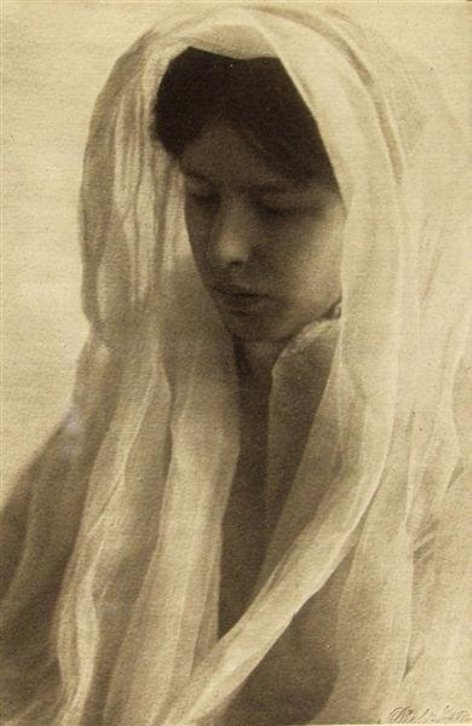
Kopfstudie, zirka 1905

### Die ersten Jahre
1882 veröffentlichte Dührkoop seinen ersten Artikel im Photographischen Wochenblatt, dem Organ des Photographischen Vereins zu Berlin.
Ende des Jahres 1882 beantragte Dührkoop bei der Gewerbekammer Hamburg eine Fotografenlizenz, die im Januar 1883 erteilt wurde. Diese Lizenz war zu damaliger Zeit Voraussetzung, um sich als Berufsfotograf zu betätigen. Warum es über ein halbes Jahr bis zur Eröffnung eines eigenen Ateliers dauerte, ist unbekannt. Im Oktober 1883 eröffnete Dührkoop sein erstes Atelier in der Großen Bäckerstraße 26 in Hamburg.
Dührkoop begann als Porträtfotograf. Bereits ein halbes Jahr nach der Eröffnung seines Ateliers ließ er sich am Hopfenmarkt nieder. Am 1. November 1888 bezog Dührkoop ein Atelier in der Ferdinandstraße. 1890 eröffnete Dührkoop ein zusätzliches Atelier in Altona. Als seine „Spezialität“ bot er von einer Porträtaufnahme für 4,50 ℳ 12 Fotografien im Format CdV und eine im Kabinettformat an. Auf den Rückseiten befanden sich zusätzlich zu dem Schriftzug des Ateliernamens weitere Angaben zu den Örtlichkeiten.
Im Laufe der Jahre begann Dührkoop mit Reportagefotografie. Er fotografierte außerhalb seines Ateliers 1891 eine Feier des 25-jähriges Jubiläums des 76. Regiments auf dem Heiligengeistfeld und 1892 eine Festszene auf dem Hopfenmarkt aus Anlass einer 50-Jahr-Feier zum Andenken an den Ausbruch des Hamburger Brandes.
Dührkoop machte 1887 seine damals 14-jährige Tochter Julie Wilhelmine, später bekannt als Minya, zur Studioassistentin.
1888 schloss sich Dührkoop dem „Deutschen Photographen-Verein“ an mit Sitz in Weimar. 1890 wurde er Mitglied „Photographischen Gesellschaft in Wien“. In späteren Jahren schloss sich Dührkoop der „Gesellschaft zur Förderung der Amateur–Photographie“ in Hamburg und der „Deutsche Gesellschaft von Freunden der Photographie“ in Berlin an.

### Zeitgeschehen
Gegen Ende der 1880er Jahre kam es infolge von Weiterentwicklungen bei Kameras und Vereinfachung chemischer Verfahren zu Veränderungen. Einige Frauen und Männer, die finanziell unabhängig waren, begannen, Kameras zu kaufen und zu fotografieren, ohne daraus eine berufliche Tätigkeit werden zu lassen. Im Laufe der Zeit verstand man darunter die „Amateurfotografie“. Vergleichbar zu den Berufsfotografen schlossen sich die „Amateure“ in Vereinen zusammen und dokumentierten ihr Vereinsgeschehen in Zeitschriften. 1887 hatte sich in Wien der „Club der Amateur-Photographen“ gegründet. Als Vereinsorgan erschien die Photographischen Rundschau. 12 Jahre später übernahm Ernst Juhl die Redaktion. In Berlin hatte sich 1887 die „Deutsche Gesellschaft von Freunden der Photographie“ und Führung von Hermann Vogel etabliert, um „einen festen Boden zu schaffen für die Liebhaber“. Die Bildgestaltung veränderte sich ebenso. Sie „befreite“ sich von den üblichen Requisiten der Ateliers. Da Amateure i. d. R. keine Ateliers besaßen, machten sie ihre Aufnahmen überwiegend im Freien. Eine nachträgliche Retusche von Porträtaufnahmen war nicht mehr erwünscht.

### Die erfolgreichen Jahre
Ende der 1890er Jahre begann Rudolf Dührkoop, seine Bildgestaltung zu ändern. 1899 waren erstmals Berufsfotografen zu der seit 1893 jährlich stattfindenden „Internationale Ausstellung von Amateur-Photographien“ in der Kunsthalle in Hamburg eingeladen worden, u. a. Dührkoop und Nicola Perscheid. „Dührkoop hat erst vor wenigen Monaten, angeregt durch die Ausstellungen der Gesellschaft zur Förderung der Amateur-Photographie, angefangen, die althergebrachte Atelierporträtfabrikation zu verlassen. Seine Aufnahmen sind im Freien oder im Zimmer hergestellt und ebenfalls ohne Retusche geblieben; …“ kommentierte E. Juhl den ersten Auftritt Dührkoops in der Photographischen Rundschau. „Der leitende Gedanke, sagt Dührkoop, bei den von mir ausgestellten Bildern war der, mich von den Fesseln des Ateliers zu befreien … Statt Pose und Retousche wird man Charakteristik und Wahrheit verlangen …“
Bereits im folgenden Jahr präsentierte Dührkoop gemeinsam mit den Fotografen Georg Koppmann auf Einladung der Hamburger Gewerbekammer auf der Weltausstellung in Paris seine Fotografien. Dührkoop beteiligte sich auch noch an zwei weiteren Ausstellungen in Berlin. In den redaktionellen Nachbetrachtungen wurde seinen Aufnahmen ein breiter Raum eingeräümt.

#### Ateliers in Hamburg und Berlin
Im Juni 1906 verlegte Dührkoop sein Atelier an den Jungfernstieg 34 im Heine Haus. Hier hatte er zwei Stockwerke angemietet. Im September ließ Dührkoop die offene Handelsgesellschaft „Rudolf Dührkoop“ eintragen und machte seine Tochter Minya zur Gesellschafterin, die von diesem Zeitpunkt an das Atelier leitete.
Rudolf Dührkoop verließ Hamburg, um im Dezember in Berlin Unter den Linden 10 eine „Werkstatt für künstlerische Camera-Bildnisse“ und „Neuzeitliche Kamerabildnisse“ zu eröffnen und zu betreiben.

#### 25-jähriges Firmenjubiläum
Am 1. August 1908 hatte Rudolf Dührkoop seinen 60ten Geburtstag begangen. Am 1. Oktober feierte das Atelier sein 25-jähriges Bestehen. An diesem Tag hatte Dührkoop zahlreiche Gäste in das Hotel Hamburger Hof geladen, das in direkter Nachbarschaft seines Ateliers in Hamburg lag. Als seine Gäste brachten Gustav Falke, Richard Dehmel und Detlev von Liliencron kleine Ständchen. Eine Woche später am 5. Oktober waren ca. 50 Personen seine Gäste im Hotel Kaiserhof in Berlin. Zu ihnen gehörten u. a. die Journalisten Fritz Hansen, Karl Wilhelm Wolf-Czapek und der Leiter der „Lehr- und Versuchsanstalt für Photographie, Chemie, Lichtdruck und Gravüre“ Georg Heinrich Emmerich als Festredner. Zu diesem Anlass wurde Dührkoop eine goldene Medaille des Herzogs Carl Theodor in Bayern überreicht. und die Silberne Krone-Medaille vom Sächsischen Photographen-Bund verliehen.

### Einflüsse
Dührkoops Arbeitsweise ab Ende der 1890er Jahre wurde maßgeblich beeinflusst durch Alfred Lichtwark, dem damaligen Direktor der Kunsthalle Hamburg und bedeutendsten Akteur während der ästhetischen Reform in Deutschland. Als Förderer der „Kunstfotografie“ appellierte er auch an die Berufsfotografen. Seine Vorlesungen brachten Dührkoop die neue Ästhetik nahe. Auch Ernst Juhl war wichtig für Dührkoops Entwicklung. Juhl war organisierende Kraft der Ausstellungen in der Kunsthalle. Seine Sammlung von Kunstfotografien schloss eine beträchtliche Anzahl der Fotografien von Dührkoop ein. Über die Jahre hinweg verband die beiden eine Freundschaft.

### Internationales Wirken
Ein Stipendium der Hamburger Gewerbekammer ermöglichte Dührkoop 1904 den Besuch der Weltausstellung in St. Louis. Dazu unternahm er eine Reise in die Vereinigten Staaten. Er nutzte die Möglichkeit, um führende Fotografen kennenzulernen und sich ihre Studios anzuschauen. Unter anderem traf er Benjamin Falk, W. M. Hollinger und Gertrude Käsebier. Anschließend reiste er weiter durch die USA. Auf vielen Ausstellungen wurden seine Bilder gezeigt, amerikanische Foto-Zeitschriften veröffentlichten seine Porträts und widmeten ihm anerkennende Artikel.
1905 wurde Dührkoop Mitglied der einflussreichen Royal Photographic Society in Großbritannien, 1906 Ehrenmitglied des amerikanischen Fotografen-Vereins. 1908 wurde er in die britische Bruderschaft Linked Ring aufgenommen.

### Ende der Karriere und Tod

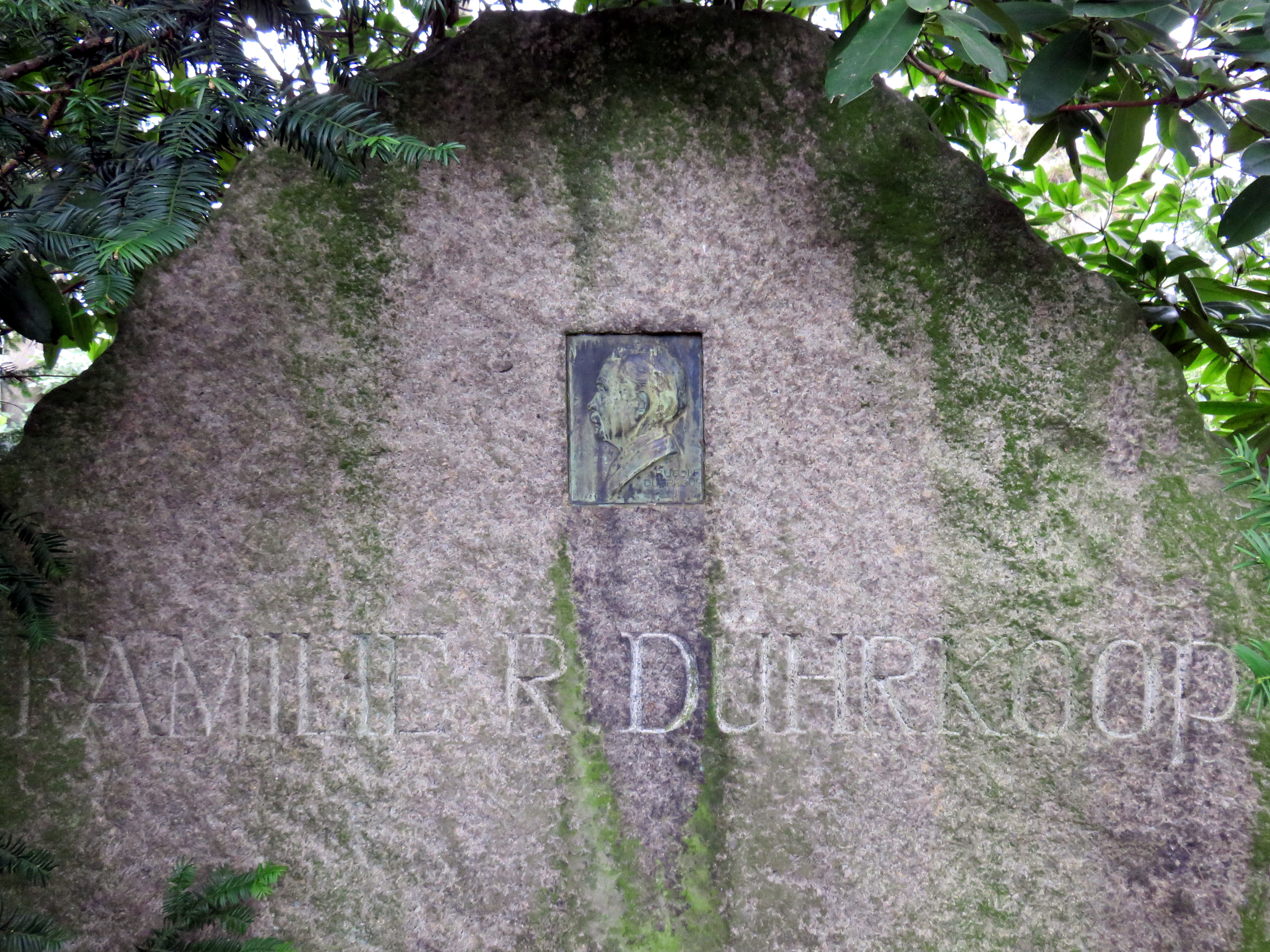
Grabstätte Rudolf Dührkoop auf dem Friedhof Ohlsdorf

Obwohl er bis kurz vor seinem Tod noch in seinem Berliner Studio arbeitete und auch noch an Ausstellungen teilnahm, ließ das Interesse an seiner Arbeit nach. Nach seinem Tod wurde das Geschäft von seiner Tochter Julie Wilhelmine, genannt Minya Diez-Dührkoop, bis zu ihrem Tod fortgeführt.
Rudolf Dührkoop wurde auf dem Hamburger Friedhof Ohlsdorf beigesetzt im Planquadrat H 14 nordöstlich Kapelle 4.

## Auszeichnungen

### Medaillen und Orden
- 1899
  - Norddeutsche Photographische Ausstellung in Clubräumen des Feensaals, Hamburg 1899.[29]
    - Goldene Medaille für vorzügliche künstlerische Arbeiten,
    - Ehrenpreis, Silberner Pokal gestiftet von Herr Westendarp.
    - Ehrenpreis in Form von Fachwerk od. Geld.

  - 7. Internationale Ausstellung von Kunstphotographien, Kunsthalle Hamburg 1899.
    - Goldene Medaille

  - Silberne Medaille Stuttgart 1899 (Gruppe IV, Freie künstlerische Photographie).[30]
  - Goldene Medaille Baden-Baden 1899 für die besten Leistungen im Porträtfache. (II. Gruppe)[31]
- 1900
  - Preis anläßlich der Ausstellung des „Deutschen Photographen-Vereins“ im Künstlerhaus in Berlin.[32]
- 1901
  - Goldene Medaille in Hannover auf der Nordwestdeutschen photographischen Ausstellung in Hannover.[33]
- 1902
  - Ehrendiplom auf der Ausstellung dekorativer Künste in Turin.[34]
- 1903
  - Bronzene Medaille, „Ausstellung für künstlerische Bildnis-Photographie zu Wiesbaden.“[35]
  - Grossherzogliche Hessische Silberne Staatsmedaille (Gruppe Kunstphotographie), „Ausstellung für Photographie und graphische Künste zu Mainz 1903.“[36]
- 1904
  - Großer Preis für Photographie auf der Weltausstellung St. Louis 1904.[37]
- 1905
  - Goldene Medaille auf der Internationalen Ausstellung für künstlerische Photographie in Genua.[38]
  - Goldene Medaille für Kunst und Wissenschaft von Karl Theodor von Bayern.[39]
  - Die goldene Voigtländer-Medaille en vermeil für Verdienste um das moderne Lichtbild (im Jahr 1905) von der Photographischen Gesellschaft Wien.[40]
- 1906
  - Goldene Medaille der Kunstgewerbeausstellung Dresden.[41]
  - Goldene Medaille der Photographischen Gesellschaft Wien.[41]
  - Staatsmedaille in Gold des Senats der Stadt Hamburg aus Anlaß der Übergabe der Mappe „Hamburgische Männer und Frauen …“ April 1906.[41][42]
- 1908
  - „Verdienstkreuz für Kunst und Wissenschaft am Grünen Bande“ des Herzogs Georg von Sachsen-Meiningen.[43]
  - Künstlermedaille der Deutschen Gesellschaft von Freunden der Photographie[44]
  - Silberne Krone-Medaille vom Sächsischen Photographen-Bund[44]
- 1909
  - „Goldene Medaille für Kunst und Wissenschaft“ für hervorragende Bilder vom Erbprinzen Reuß Jüngere Linie aus Anlass der Silbernen Hochzeit des erbprinzlichen Paares im Jahr 1909,[45] für ausgezeichnete Bilder.[46]
  - „Großes Verdienstkreuz des Hausordens der Wendischen Krone“ vom Großherzog von Mecklenburg-Strelitz.[47][48]
  - Der Internationale Photographenkongreß (in Dresden) verlieh eine Bundesmedaille.[49]
  - Kleine Goldmedaille der Internationalen photographischen Ausstellung, veranstaltet von der Kiewer Abteilung der kaiserlich russischen technischen Gesellschaft.[50]
- 1910
  - „Staatsdiplom“ bei der Internationalen Photographischen Ausstellung in Budapest 1910.[51]
  - Goldene Medaille (Künstlerische Photographie), Internationale Photographische Ausstellung Riga.[52]
- 1911
  - „Königlicher Kronenorden“, vierter Klasse, 1911.[53]
  - „Plakette L.[ouis] Tuaillons“ aus Anlass der Jahrhundertfeier im Jahr 1911 der Universität Berlin für das derselben gewidmete Werk: „Zur Hundertjahrfeier der König Friedrich-Wilhelm Universität zu Berlin 1910, eine Sammlung von Porträts von Professoren der Berliner Alma mater“.[54]
  - „Große Goldene Medaille der Stadt Rom“ auf der internationalen Ausstellung für künstlerische Photographie in Rom 1911 und weitere goldene Medaillen auf den internationalen photographischen Ausstellungen in Riga (Russland) und Allahabad (Indien) verliehen.[55]
- 1912
  - Ehrenpreis des Großherzogs von Baden und goldene Medaille (Künstlerische Photographien und zeitgemäße photographische Bestrebungen) auf der Allgemeinen Deutschen Photographischen Ausstellung in Heidelberg.[56][57]

### Ehrenmitgliedschaften
- 1904: des Süddeutschen Photographen-Vereins, München[58][59]
- 1906: des „Photographers Association of America“ im August 1906.[60]
- 1907: des Schleswig-Holsteiner Photographen-Vereins[61]
- 1908: der Photographischen Gesellschaft Hamburg–Altona[62]
- 1908: der Photographen-Innung zu Hildesheim
- 1908: Fellow of the Royal Photographic Society (F.R.P.S.).[63]
- (1908?): des Sächsischen Photographen-Bundes[58]
- 1910: der „London Salon of Photography“.[64]

### Titel
- Professorentitel durch den Hamburger Senat (Staatsarchiv Hamburg, 111-1 Verleihung von Titeln an Privatpersonen, Signatur 58896)

## Veröffentlichungen (Auswahl)

### Artikel
- Ueber die Benutzung gelben Lichtes bei der Entwicklung von Bromsilber-Gelatine Platten. In: Photographisches Wochenblatt, 1882, S. 251.
- Das photographierte Bildnis und seine Reform um die Wende des Jahrhunderts. In: Das Atelier des Photographen, 1901, S. 160–165.
- Mein Arbeiten. In: Photographische Kunst, 1, 1902, S. 71–76.
- Neuzeitliche Bildstoffe und Bildausstattungen. In: Das Atelier des Photographen und Allgemeine Photographen-Zeitung. 1904, S. 52–57, (Digitalisat)
- Die künstlerische Photographie in Nord-Amerika. In: Photographische Kunst, 1905, S. 1–7, 41–52.
- mit Ido von Reden: Photographie. In: Amtlicher Bericht über die Weltausstellung in Saint Louis 1904. Erstattet vom Reichskommissar, Reichsdruckerei Berlin, 1906, Digitalisat.
- Die Amateurphotographie und ihr Einfluss auf das Kamerabildnis. In: Louis Sanne, Erich Schröder, Gustav Schmidt, Gesellschaft zur Förderung der Amateur-Photographie in Hamburg (Hrsg.): Dilettantismus und Amateurphotographie. Eine Sammlung von Aufsätzen, Studien und Skizzen. Schmidt, Berlin 1907.
- Lecture by Rudolph Dührkoop to the Photographer’s Association of America, at St. Paul, Minnesota, July 27th, 1911. In: Bulletin of Photography, 1911, S. 153–159; erneut abgedruckt in British Journal of Photography, 1911, S. 720–721, 740–741.
- Meine Arbeitsweise bei Aufnahmen im eigenen Heim. In: Photographische Kunst, 1914, S. 2–5, 17–21, 29–36.

### Prospekte und Kataloge
- Mein Arbeiten. Bericht von R. Dührkoop, Hamburg, Ferdinandstar. 43, Hamburg 1902, (Vier Seiten, Hinweis auf höchste Auszeichnungen in Baden-Baden, Berlin, Boston, Brüssel, Hamburg, Hannover, Magdeburg, Stuttgart, Turin)
- Modern Realistische Lichtbildnerei von Rudolph Dührkoop. Privatdruck, Hamburg 1903. (Acht Seiten Text, hauptsächlich Zitate von anderen Quellen, und 16 Halbtonplatten, Nachweis)
- künstlerische Bildnisse … November 1904 [Hamburg], 18 Seiten, (Nachweis)
- Neue Kamera-Bildnisse Rudolf Dührkoop. Seinen Förderern und Freunden gewidmet vom Autor, Weihnachten 1905, (Nachweis)
- Neue Kamera-Bildnisse.[65] Erfolge und Fortschritte im Jahre 1906. Rudolf Dührkoop Lichtbildnerei, Berlin, 22 Seiten, (Nachweis)
- Das Kamera-Bildnis und seine kulturelle Bedeutung. Berlin [u. a.] 1907, 24 Seiten, (Nachweis)
- Prospekt 1908 (Digitalisat)
- Dührkoop Bildnisse Rudolf Dührkoop [u. a.] Photographische Werkstätten, Berlin [1909], [20] Seiten, (Nachweis, Verkaufskatalog mit Preisliste)
- Dührkoop-Bildnisse. Privatdruck, Berlin und Berlin-Charlottenburg 1909. (38 Seiten, einschließlich 18 Halbtonplatten; die Ausgabe beinhaltet außerdem eine Auflistung von Dührkoops bedeutendsten Auszeichnungen, seiner Ehrenmitgliedschaften und Preise sowie eine Aufzählung von Personen, die Dührkoop aufgenommen hat und wessen Porträts für sechs Mark pro Stück durch sein Studio in Auftrag gegeben werden konnten.)
- Bildnisse mit der Kamera aufgenommen von Rudolf Dührkoop und Minya Diëz-Dührkoop, Berlin-Charlottenburg 1910, [ca. 14] Seiten, (Nachweis)
- Dührkoop-Bildnisse. Verzeichnis von Porträts bedeutender Personen aller Gebiete. Aufgenommen von Rudolf und Minya Dührkoop, Privatdruck bei H.O. Persiehl, Hamburg (o. J.) [1914], 46 Seiten, (urn:nbn:de:101:1-201705212582, Auflistung der Namen von Porträtierten mit 22 Bildbeispielen, eine Auflistung aller Auszeichnungen)

### Fotogravüremappen
- Hamburgische Männer und Frauen am Anfang des 20. Jahrhunderts. Kamerabildnisse aufgenommen, in Kupfer geätzt und gedruckt von Rudolf Dührkoop. Hamburg 1905. (110 Fotogravüre-Platten) (Digitalisat der Staats- und Universitätsbibliothek Hamburg)
- Die königliche Preussischen Akademie der Wissenschaften, Berlin. Kamerabildnisse aufgenommen, in Kupfer geätzt und gedruckt von Rudolf Dührkoop, Berlin 1906. (48 Fotogravüre-Platten).
- Die königliche Technische Hochschule zu Berlin. Kamerabildnisse aufgenommen, in Kupfer geätzt und gedruckt von Rudolf Dührkoop. Berlin 1907 (62 Fotogravüre-Platten) (Digitalisat der UB der TU Berlin).
- Zur Jahrhundertfeier der königlichen Friedrich-Wilhelms Universität zu Berlin 1910. Kamerabildnisse der gegenwärtigen Verwaltungs- und Lehrkörper, aufgenommen, auf Kupfer übertragen, gedruckt und der Universität gewidmet von Rudolf Dührkoop. Berlin 1910. (110 Fotogravüre-Platten).

#### Beteiligung an Mappenwerken
- Zwischen 1911 und 1914 gab das Märkische Museum unter der Regie Max Osborns im Verlag Julius Bard drei Fotomappen mit dem Titel Das Malerische Berlin. (Bilder und Blicke) heraus. Jede der Mappen enthielt 12 Aufnahmen, die überwiegend von Rudolf Dührkoop und Waldemar Titzenthaler stammten. Die erste Bildmappe umfasste Aufnahmen des alten Berlin (1911), die zweite befasste sich mit der Baugeschichte einzelner berühmter Berliner Häuser oder Plätze (1912), und die letzte Mappe versammelte Aufnahmen von „alten Winkeln und Höfen“ (1914).(Online), 
  - Das malerische Berlin, Teil 2. In: Berliner Börsenzeitung. 20. Dezember 1912, S. [6], Digitalisat
  - Miriam Paeslack: 3.4. Das Projekt „Das malerische Berlin“. In: Fotografie Berlin 1871–1914. 2001, S. 158–176 (researchgate.net [PDF] Inaugural-Dissertation).

- Ernst Juhl (Hrsg.): Hamburg Land und Leute der Niederelbe. Boysen & Maasch, Hamburg 1912 (Aufgenommen im Auftrage der Freien und Hansestadt Hamburg; Auflage 300 Stück, mit 90 Tafeln mit montierten, sepia-getönten Lichtdrucken).[66]

### Bestände
- Museum für Kunst und Gewerbe, Hamburg (Sammlung Online)
- Staatsarchiv Hamburg (Bestand (720-1/343-1) Rudolf Dührkoop)
- Staatsbibliothek Hamburg
- Hamburger Kunsthalle (Sammlung Online)
- Kunstbibliothek der Staatlichen Museen zu Berlin (SMB Digital)
- Literaturarchiv Marbach